# Young-luv.com
Young-luv.com, estilizado en mayúsculas, es el segundo EP del grupo femenino de Corea del Sur StayC. Fue lanzado el 21 de febrero de 2022 por High Up Entertainment y distribuido por Kakao Entertainment. El miniálbum contiene seis canciones, incluido su sencillo principal titulado «RUN2U».

## Antecedentes y lanzamiento
El 28 de enero de 2022, High Up Entertainment anunció que StayC se estaba preparando para un nuevo álbum, «con el objetivo de lanzarlo en algún momento de febrero». Esto a cuatro meses después de su último trabajo musical, Stereotype.
El 3 de febrero, el grupo actualizó sus cuentas sociales con un nuevo logo, junto con una nueva imagen como encabezado con la dirección "Young-luv.com", sitio web que solo presentaba un candado en estado de bloqueado.
El 7 de febrero, la compañía a través de sus redes sociales oficiales confirmó, mediante un vídeo de adelanto, que la agrupación lanzaría su segundo miniálbum el 21 de febrero de 2022, bajo el título de YOUNG-LUV.COM, junto con la habilitación del sitio web asociado, que mostraba solo una cuenta regresiva. Al día siguiente se reveló la calendarización del próximo lanzamiento.
Del 10 al 14 de febrero, fueron publicadas fotos promocionales de cada una de las miembros del grupo, así como fotos grupales, con el nuevo concepto del álbum, acompañado del nuevo logotipo del grupo.
El 17 de febrero fue lanzado un vídeo medley con todas las canciones de su nuevo álbum, confirmando que contendría seis pistas y cuyo título principal sería «RUN2U». El EP fue lanzado el 21 de febrero de 2022 tras una emisión en vivo donde el grupo presentó por primera vez su canción principal.

## Lista de canciones
| CD    |                 |                                |                                      |            |          |  |
| N.º   | Título          | Letras                         | Música                               | Arreglos   | Duración |  |
| 1.    | «RUN2U»         | Black Eyed Pilseung, Jeon Goon | Black Eyed Pilseung, Jeon Goon, FLYT | Rado, FLYT | 3:33     |  |
| 2.    | «Same Same»     | Black Eyed Pilseung, Jeon Goon | Black Eyed Pilseung, Jeon Goon       | Rado       | 3:01     |  |
| 3.    | «247»           | BXN                            | BXN                                  | BXN        | 3:10     |  |
| 4.    | «Young Luv»     | Black Eyed Pilseung, Jeon Goon | Black Eyed Pilseung, Jeon Goon, FLYT | FLYT       | 3:26     |  |
| 5.    | «Butterfly»     | BXN                            | BXN, Prime Time                      | BXN        | 3:27     |  |
| 6.    | «I Want U Baby» | will.b, van.gogh               | will.b                               | will.b     | 2:53     |  |
| 19:30 |                 |                                |                                      |            |          |  |

## Premios y reconocimientos

### Listados
| Publicación | Lista                                | Ranking  | Ref.   |
| ----------- | ------------------------------------ | -------- | ------ |
| Uproxx      | Los mejores álbumes de K-Pop de 2022 | Incluida | [ 13 ] |

## Historial de lanzamiento
| País          | Fecha                 | Formato                         | Sello                                      |
| ------------- | --------------------- | ------------------------------- | ------------------------------------------ |
| Corea del Sur | 21 de febrero de 2022 | CD, Descarga digital, streaming | High Up Entertainment, Kakao Entertainment |